# 대전선사박물관
대전선사박물관(大田先史博物館, Daejeon Metropolitan City Prehistoric Museum)은 대전광역시의 선사시대 관련 유적에 관한 사무를 관장하기 위해 설치된 대전시립박물관의 산하기관이다.

## 연혁
- 2007년 3월 29일 개장

## 조직
- 학예담당